# 9204 Mörike
9204 Mörike là một tiểu hành tinh vành đai chính với chu kỳ quỹ đạo là 1301.4407564 ngày (3.56 năm).
Nó được phát hiện ngày 4 tháng 8 năm 1994.